# Багноватое
Багнова́тое (укр. Багнува́те) — село в Карпатах, в Борынской поселковой общине Самборского района Львовской области Украины. Население составляет 384 жителя.

## Географическое положение
В 1,5 километрах юго-западнее находится Рыков, в 2 км западнее — Ильник, в 5 км северо-восточнее — Зубрица, в 3 км юго-западнее — Межигорье, в 3 км южнее — Завадка.

## Население
- 1921—614 жителей.
- 1989—398 жителей (187 муж., 211 жен.)[2]
- 2001—384 жителя[3].